# 1142
1142 (MCXLII) je bilo navadno leto, ki se je po julijanskem koledarju začelo na četrtek.

## Dogodki

### Evropa
- september - Angleški kralj Štefan Bloiški s hitrim napadom preseneti cesarico Matildo, ki je bila na obisku v Oxfordu. Po več mesecih obleganja, malo pred Božičem se cesarici Matildi uspe neopaženo zmuzniti mimo oblegovalcev.
- Nemški kralj Konrad III. (Hohenstaufen) vrne vojvodino Saško hiši Welf in sicer Henriku Levu (Henrik III. Saksonski).
- Francoski kralj Ludvik VII., ki je po svoje razumel vprašanje investiture glede novega nadškofa Brougesa, napove vojno Teobaldu II., grofu Šampanje, pod varstvo katerega se je zatekel papeški kandidat za nadškofa Brougesa. Ludvik VII. je sicer že od prej sprt s šampanjskim grofom (in papežem) zaradi sorodstvenih zadev, ker je bil samovoljno razveljavil zakon med kraljevim senešalom Raoulom I. Vermandoiškim in Teobaldovo nečakinjo Eleanoro Bloiško.↓
- → Raoul I. Vermandoiški dobi dovoljenje, da se poroči s Petronilo Akvitansko, sestro kraljeve soproge Eleanore. Papež Inocenc II. novoporočenca nemudoma izobči.
- Ustanovitev Cistercijanskega samostana Vetrinj, avstrijska Koroška.

### Azija
- 27. januar - Ker je kitajski general Južnega Songa Yue Fei z nadvse uspešno kampanjo proti Jinom v prejšnjih letih ogrozil oblast cesarja Gaozonga, ga ta ukaže obglaviti.
- 11. oktober - Dinastiji Jin in Južni Song ratificirata sporazum iz Shaoxinga sklenjen prejšnje leto.
- Bizantinski cesar Ivan II. Komnen se ponovno odpravi čez Malo Azijo v Levant z osnovnim namenom, da bi Antiohijo podvrgel bizantinski upravi. Spotoma namerava z vojsko romati v Jeruzalem, vendar mu jeruzalemski kralj Fulk da vedeti, da bo na romanju bizantinska vojska odvisna od samooskrbe. Pred zimo se cesar, brez da bi kaj dosegel, umakne v Kilikijo.
- Japonska: abdicira cesar Sutuku in se umakne v samostan.

### Afrika
- Ker prestolnici ostanka ziridskega obalnega trgovskega emirata Mahdiji grozi lakota, emir Al-Hasan ibn Ali v zameno za pomoč prizna nadoblast sicilskega kralja Rogerja II. ↓
- → Roger II. neuspešno oblega libijski Tripoli.

## Rojstva
- 27. februar - Dedo III., lužiški mejni grof († 1190)

Neznan datum
- Al-Mustadi, abasidski kalif († 1180)
- Bedřih, češki vojvoda († 1189)
- Godfrej VIII., vojvoda Spodnje Lorene, mejni grof Brabanta († 1190)
- Hugo III., burgundski vojvoda († 1192)
- Fudživara Takanobu, japonski slikar († 1205)

## Smrti
- 27. januar - Yue Fei, kitajski general pod dinastijo Song (* 1103)
- 21. april - Peter Abelard, francoski filozof, teolog, logik in skladatelj (* 1079)
- 13. julij - Helbirga Babenberška, češka vojvodinja (* ni znano)
- 2. avgust - Aleksej Komnen, bizantinski socesar, sin Ivana II. (* 1106)

Neznan datum
- Orderik Vitalis, angleški kronist (* 1075)